# Amt Wolkenburg

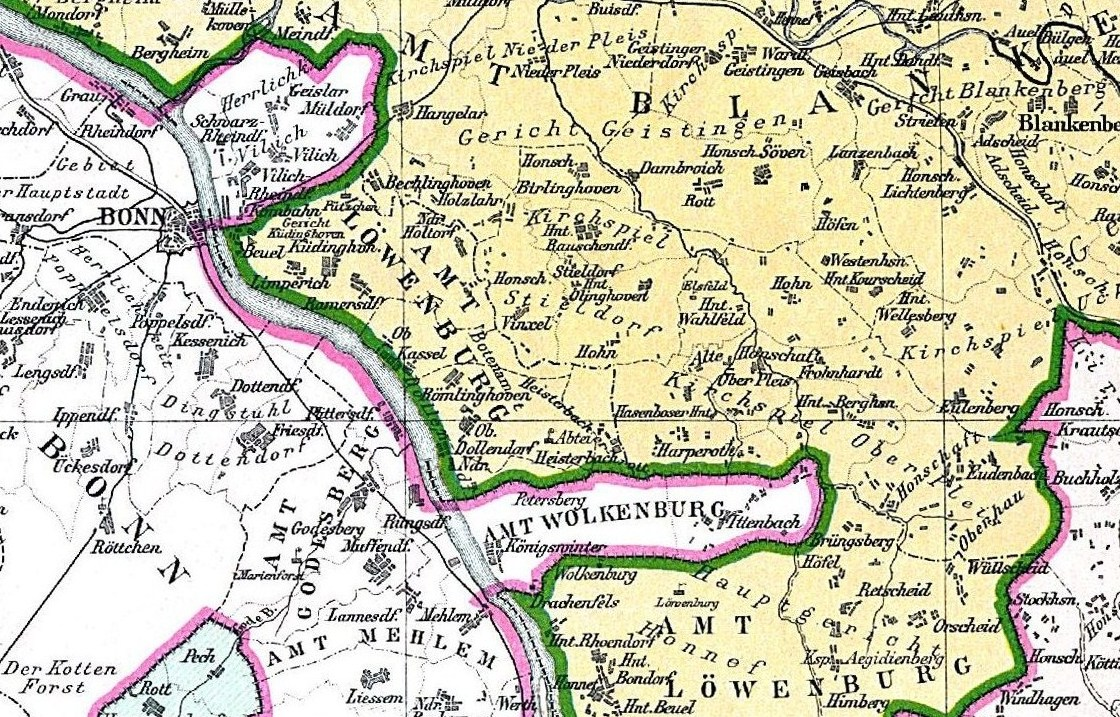
Amt Wolkenburg 1789 nach einer Karte von Wilhelm Fabricius

Das Amt Wolkenburg war eine Verwaltungseinheit des Kurfürstentums Köln, die ihren Sitz ursprünglich auf der namensgebenden Wolkenburg im Siebengebirge hatte. Es umfasste die Kirchspiele (heute Stadt) Königswinter und (später Gemeinde) Ittenbach.
Das Amt entstand im Zuge der von 1332 bis 1349 durch den Kölner Erzbischof Walram von Jülich eingeführten Ämterverfassung und gehörte als Unteramt zum Amt Godesberg-Mehlem, das seinen Verwaltungssitz im linksrheinischen und Königswinter gegenüberliegenden Godesberg hatte. Das Amt war rechtsrheinisch als kurkölnische Enklave ringsum von anderen Territorien umgeben, seit dem 15. Jahrhundert gänzlich vom Herzogtum Berg mit den Ämtern Löwenburg im Süden und Norden sowie Blankenberg im Nordosten. Das damals als Flecken oder Freiheit bezeichnete Königswinter lag zwar im Amtsgebiet, bildete aber im Mittelalter eine eigene Herrschaft mit zugehöriger Gerichtsbarkeit.
Nachdem die Burggrafen von Wolkenburg Mitte des 14. Jahrhunderts ausstarben, wird als erster kurkölnischer Amtmann am 30. November 1344 Heinrich von Rennenberg, Domherr zu Köln, von Erzbischof Walram auf Lebenszeit ernannt. Über gemeinsame Lehensempfänger bzw. Amtmänner war das Amt zunächst, so in den Jahren 1372/1373, mit der Herrlichkeit Vilich verbunden. Am 13. Mai 1425 wurde das Amt Wolkenburg durch den Erzbischof Dietrich II. von Moers dem im Amtsgebiet ansässigen Burggrafen Göddert von Drachenfels verpfändet. Die Burgherren von Drachenfels mit ausschließlich linksrheinischem (Drachenfelser Ländchen) Territorialbesitz blieben zumeist Pfandherren des Amtes – ab 1530 waren dies die Freiherren von Mirlaer zu Mylendonk –, welche in diesem die niedere Gerichtsbarkeit ausübten. Nachdem die Wolkenburg im 16. Jahrhundert zu verfallen begann, wurde der Verwaltungssitz des Amtes spätestens bis 1611 nach Königswinter verlegt, wo das Gericht am Markt im Myllendonker Hof der Burgherren von Drachenfels tagte. Später fiel die Pfandschaft im Zuge eines Rechtsstreits vorübergehend an den Abt von Heisterbach, 1692 wurde sie gemeinsam mit der Burggrafschaft Drachenfels dem Waldbotten von Bassenheim zu Gudenau zugesprochen.
Nach 1794 kam es im Zuge der Besetzung des Linken Rheinufers durch französische Revolutionstruppen zur Auflösung des Amtes Godesberg, während das Amt Wolkenburg (zuletzt auch als Amt Königswinter bezeichnet) bei Kurköln verblieb. 1803 wurde das Amt als Ergebnis des Reichsdeputationshauptschlusses dem Fürstentum Nassau-Usingen zugeordnet und 1806 im Zusammenhang mit der Bildung des Rheinbundes an das Großherzogtum Berg abgetreten. Das Amt Wolkenburg wurde aufgelöst, sein ehemaliges Verwaltungsgebiet war bis zur Einführung der Munizipalverfassung Ende 1808 Teil des erweiterten Amtes Löwenburg und gehörte anschließend zur Mairie (ab 1813 Bürgermeisterei) Königswinter.